# ランメルの法則

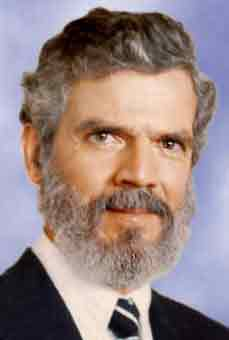
R・J・ラムル

ランメルの法則（ランメルのほうそく、英語: Rummel's law）は、ある国民が持つ自由が僅かなほど、彼らの統治者が彼らを殺害する可能性が増すことである。
アメリカ人コラムニストのアーノルド・バイクマン(Arnold Beichman)が、アメリカ人歴史家および社会学者であるR・J・ラムル(R. J. Rummel)にちなんで、その「法則」を名付けた。バイクマンが言うラムルの研究は:
「20世紀では、多くの人々が彼ら自身の独裁的な右派あるいは左派の政府によつて冷酷に殺され、その数は戦いの中で死んだ者の3倍である」
実例は、次のジェノサイドを含んでいる：
- 中華人民共和国 - 毛沢東
- ソビエト連邦 - レーニン と スターリン
- ドイツ - ヒトラー、ナチス
- パキスタン - 1971年バングラデシュの虐殺(1971 Bangladesh atrocities)
- カンボジア - ポル・ポト、クメール・ルージュ
- ルワンダ
- コンゴ民主共和国
- リベリア
- スーダン
- アフガニスタン- タリバン統治下
- 北朝鮮 - 金日成 と彼の息子金正日